# رود تر
 رود تر رودی است به دریای مدیترانه می‌ریزد. این رود از کشور اسپانیا می‌گذرد.